# Kike Díaz de Rada
Enrique Díaz de Rada Ceberio (San Sebastián, 15 de julio de 1959-San Sebastián, 19 de junio de 2024), conocido como Kike Díaz de Rada, fue un actor, guionista y escritor español. Participó en numerosas producciones de teatro, películas y teleseries españolas, entre ellas las conocidas Cuéntame, Aquí no hay quien viva, Periodistas y Hospital Central, o la también exitosa Mi querido Klikowsky, de la cadena vasca ETB 2. También presentó programas televisivos como Taxi 10.

## Biografía
Kike Díaz de Rada debutó en el mundo profesional de la actuación en la obra de teatro El florido pensil, puesta en escena por Tanttaka Teatro, compañía que había creado junto con Mireia Gabilondo y Fernando Bernués en 1983 y con la que participó en otras numerosas producciones como Niñerías, Dakota y Novecento: el pianista del océano por la que consiguió el premio Ciudad de Palencia en el año 2000. 
En el campo del teatro trabajó en otras numerosas compañías, siendo también uno de los creadores de la compañía guipuzcoana Orain.

## Trabajos

### Teatro (selección)
- 2014. Cincuentones, con Janfri Topera y Paco Obregón
- 2011. No me hagas daño,[5] de Rafael Herrero Martínez, Teatro español (Madrid)
- 1996-2006. El florido pensil

### Televisión (selección)
- 2008. U.C.O.
- 2008. Desaparecida (2008)
- 2005-2008. Mi querido Klikowsky
- 2006. Hospital Central
- 2005. Al filo de la ley
- 2004. Aquí no hay quien viva
- 2003. Cuéntame
- 2002. Ana y los siete
- 2002. La noche del escorpión
- 1998. Periodistas

### Cine
- 2014. Sabin
- 2008. Todos estamos invitados
- 2006. Kutzidazu bidea, Ixabel (Enséñame el camino, Ixabel)[6]
- 2001. Visionarios, de Manuel Gutiérrez Aragón
- 2000. Hauspo soinua (cortometraje), de Inaz Fernández
- 2000. Compartiendo a Glenda
- 1999. Yoyes, de Helena Taberna
- 1999. Ione, sube al cielo, de Josefa Salegi
- 1998. Pase negro (cortometraje), de Patxi Barco
- 1997. Todo está oscuro, de Ana Díez
- 1995. Luis Soto (cortometraje), de Irene Arzuaga
- 1993. Ciao amore, ciao (cortometraje), de José Antonio Vitoria
- 1987. Amor light, de Juan Luis Mendiaraz
- 1987. A los cuatro vientos, de José Antonio Zorrilla
- 1986. 27 horas

## Premios
- 2000. Ciudad de Palencia al mejor actor.

## Publicaciones
Kike Díaz de Rada ha colaborado en dos libros de humor:
- Ponga un vasco en su vida, con Óscar, Iñaki y Susana Terol
- Todos nacemos vascos, con Diego San José, Óscar y Susana Terol